# Escolástico de la Parra y Aguilar
Escolástico de la Parra y Aguilar (Orcera, 10 de febrero de 1826 – Madrid, 22 de noviembre de 1892) fue un abogado y político español, miembro del Partido Liberal, de matiz progresista, varias veces Senador y Diputado impulsor de la Ley de protección de los niños en el trabajo de 1878 el período comprendido entre 1864 y 1892 y famoso por sus dotes de negociación

## Biografía

### Origen
Nacido en la localidad jienense de Orcera. En el seno de una familia de propietarios e industriales del aceite. Titulado en Derecho es nombrado Senador Vitalicio, como comprendido en el caso art. 22 de la Constitución, y nombrado por 
Práxedes Mateo Sagasta. (Real decreto de 5 de septiembre de 1881.) Juró el cargo en 29 del mismo mes y año. 
Ingresó en la vida pública como diputado en las Cortes de 1864-65 (Circunscripción de Albacete) , siendo reelegido en la segunda legislatura de las del 72 (Circunscripción de Jaén) y en las extraordinarias del 78 (Circunscripción de Pontevedra). Representó, como diputado, los distritos de Elche de la Sierra, Villacarrillo y Puenteáreas. 
En 1878 fue elegido Senador representando la provincia de Orense. 
Desempeño los cargos de Alcalde Corregidor de Zaragoza, Gobernador civil y director general de la Caja de Depósitos, cargo al que renunció por incompatibilidad con el de Senador vitalicio. 
Perteneció al partido fusionista. Fue hermano del también senador Jenaro de la Parra y Aguilar y del presidente de la Diputación de Jaén Toribio de la Parra y Aguilar.

## Condecoraciones
| - Caballero de la Orden de Isabel la Católica. |